# Passiflora ursina
Passiflora ursina är en passionsblomsväxtart som beskrevs av Ellsworth Paine Killip och Cuatrec.. Passiflora ursina ingår i släktet passionsblommor, och familjen passionsblomsväxter. Inga underarter finns listade i Catalogue of Life.